# شمال غربی آرام

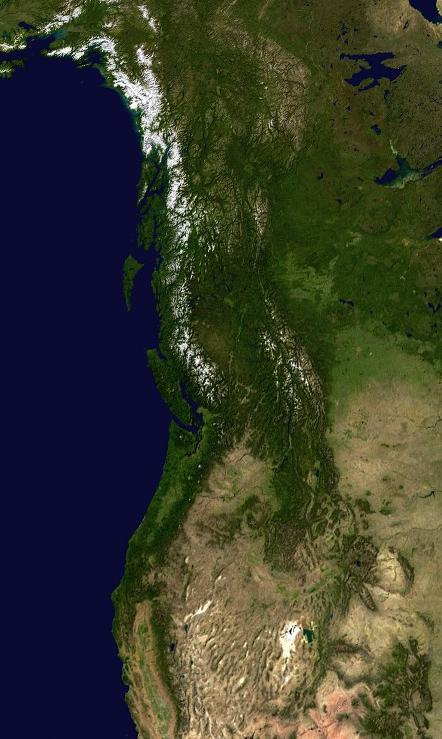
The Pacific Northwest from outer space.

شمال غربی پسیفیک یا شمال غربی آرام (به انگلیسی: Pacific Northwest) که در آمریکا معمولاً آن را به PNW و برخی آن را با کسکیدیا نیز می‌شناسند، به منطقه غربی ایالات متحده و کانادا گفته می‌شود که یک منطقه جغرافیایی و مگالاپلیس در غرب آمریکای شمالی است که از غرب به اقیانوس آرام و در شرق توسط رشته‌کوه کسکیدز محدود شده‌است. با وجود اینکه هیچ مرز مشخصی وجود ندارد شامل ایالت‌های اورگن، واشینگتن در آمریکا و استان بریتیش کلمبیا در کانادا می‌باشد.